# Остров (Киевская область)

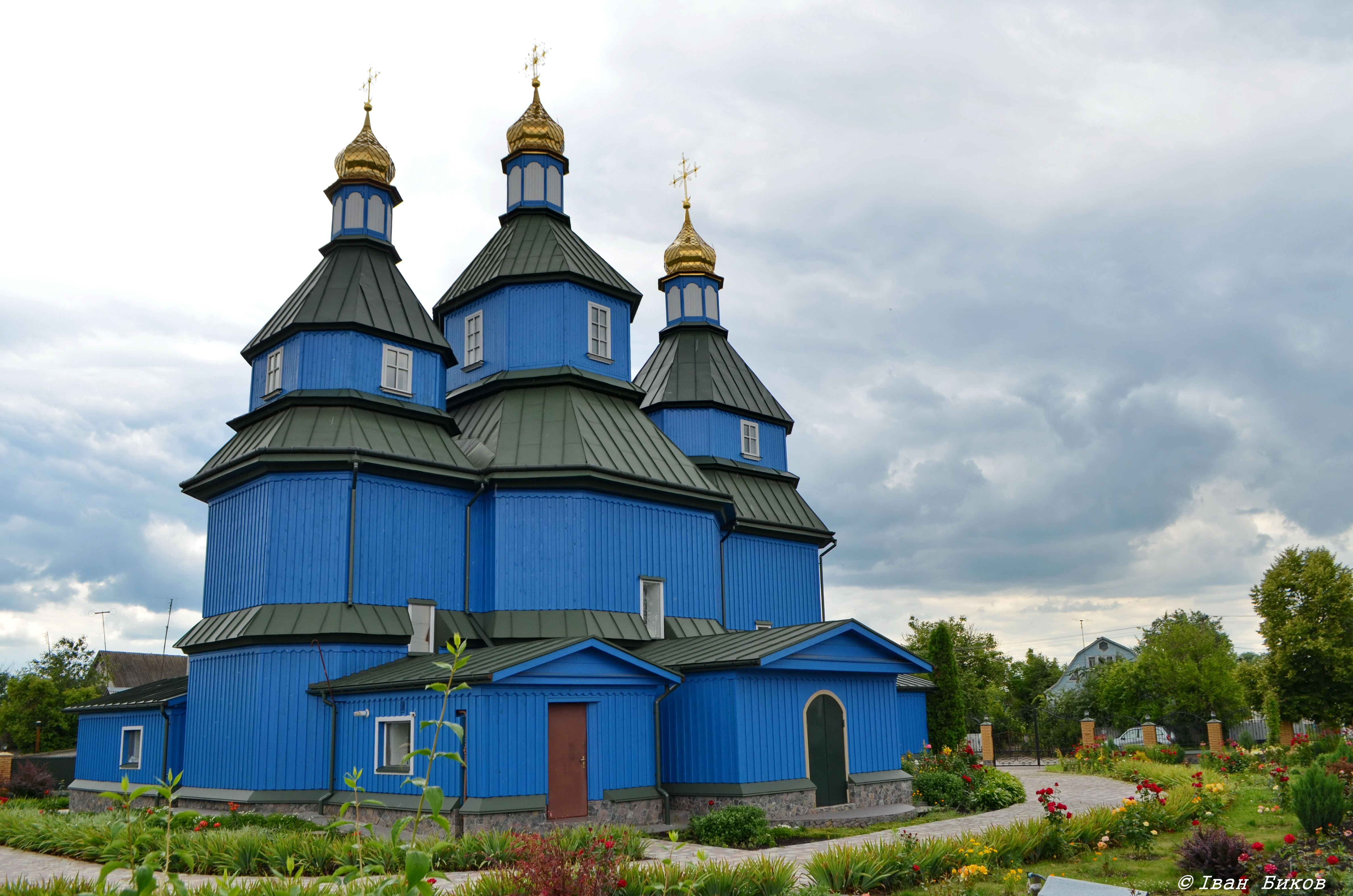
Свято-Михайловская церковь. 1740 г.

О́стров (укр. Острів) — село Киевской области Украины. Входит в состав Белоцерковского района. До 17 июля 2020 года входило в состав Ракитнянского района.
Население по данным 2024 года составляло 1537 человек. Население по переписи 2001 года составляло 2127 человек. Почтовый индекс — 09631. Телефонный код — 4562. Занимает площадь 40 км². Код КОАТУУ — 3223784501.

## Археология и палеогенетика
На территории села нашли поселение черняховской культуры III—IV веков нашей эры. В могильнике «Остров-1», находящемся напротив древнерусского городища Сухолесы на правом берегу реки Рось между селами Пугачовка и Остров, нашли 67 захоронений. Захоронения совершены по обряду ингумации (трупоположения) с ориентировкой головой на север. В некрополе нашли западно-балтские вещи XI века — шейные гривны, фибулы, браслеты с зооморфными навершиями, цепочки, обычные и височные кольца. В мужских погребениях найдено оружие ближнего боя пеших воинов: топоры, копья, дротики-сулицы. Учтя отдельные антропологические признаки, учёные пришли к выводу, что большинство похороненных — переселенцы первой волны. Согласно летописям, князь Ярослав Мудрый переселил в долину реки Рось в XI веке одно из балтских племён для охраны южных рубежей Киевского княжества. Радиоуглеродным методом скелеты из Острова дают систематическую последовательность калиброванных дат, разделённых на 2 фазы — два погребения были совершены между 980 и 1020 годами, шесть погребений — между 1010 и 1040 годами. Стабильные изотопы азота и углерода (δ15N и δ13C) показывают близкое сходство значений для островского и восточнобалтийского населения. Метод f3-статистики прямых генетических отношений между популяциями, показывают наибольшее согласие образцов из Острова-1 с современными жителями Литвы и Эстонии, а затем — с жителями Исландии.